# Nadír Belhádzs
Nadír Belhádzs (Saint-Claude, 1982. június 18. –) algériai válogatott labdarúgó.

## Fordítás
- Ez a szócikk részben vagy egészben  a   Nadir Belhadj) című angol Wikipédia-szócikk fordításán alapul.  Az eredeti cikk szerkesztőit annak laptörténete sorolja fel. Ez a jelzés csupán a megfogalmazás eredetét és a szerzői jogokat jelzi, nem szolgál a cikkben szereplő információk forrásmegjelöléseként.